# کلنی حواصیل

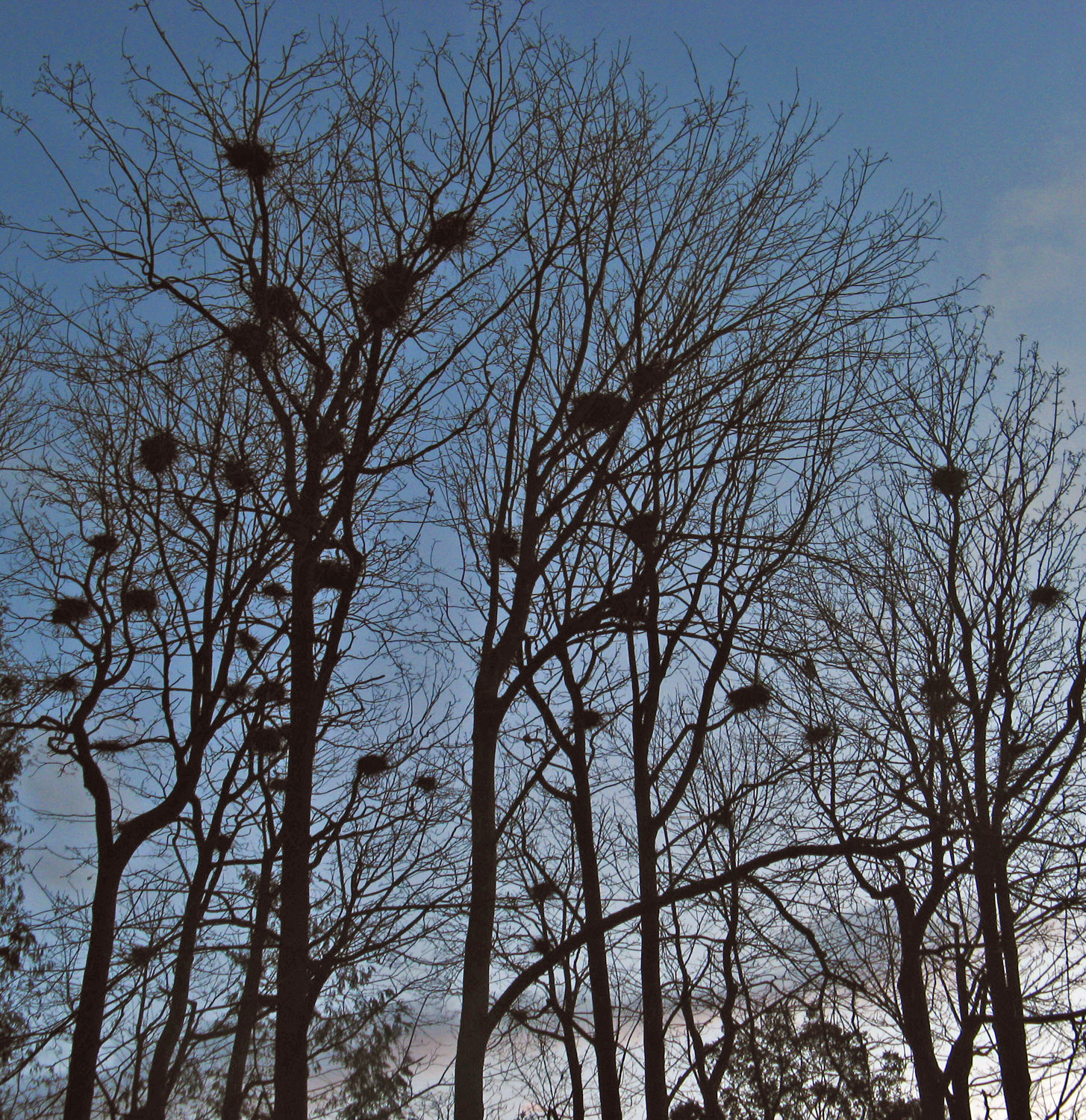
کلنی حواصیل در پارک استنلی، ونکوور، بریتیش کلمبیا، کانادا.

کلنی حواصیل (Heronry)، محل زادآوری حواصیل است.
اگرچه مناطق زادآوری آنها اغلب در جزایر کوچک حفاظت‌شده‌تر در دریاچه‌ها یا حوضچه‌های نگهداری است، حواصیل‌ها در کلنی حواصیل پرورش می‌یابند (و پرندگان دیگر مانند کفچه‌نوک، لک‌لک و باکلان به آن‌ها می‌پیوندند).

## جستار بیشتر
- کلنی پرندگان